# Libero (programma televisivo)
Libero è stato un programma televisivo italiano in onda dal 2000 al 2007 su Rai 2 e ideato da Giovanni Benincasa. Punto focale del programma erano gli scherzi telefonici che il conduttore realizzava ad ignare vittime a casa, ma non era raro vedere colpiti da questi scherzi anche personaggi televisivi.

## Presentatori
Sono stati diversi i conduttori che si sono alternati nelle varie edizioni:
- 2000 - Teo Mammucari con Flavia Vento.
- 2001 - Paola Cortellesi affiancata da Italo Cultrera (1932-2011), all'epoca un settantenne catanese, ex titolare di una agenzia di viaggi, decano degli scherzi telefonici rivolti ai personaggi famosi.[1] Per questa edizione il programma venne rinominato: Libero, il ritorno dei buoni sentimenti.
- 2002 - Teo Mammucari
- 2003 - Teo Mammucari
- 2004 - Teo Mammucari
- 2006 - Alessandro Siani: il programma, tradizionalmente di seconda serata, in quest'edizione venne spostato in prima serata. Questo cambiamento, in coincidenza con l'arrivo del nuovo conduttore, portò ad un crollo degli ascolti rispetto a quelli riscontrati due anni prima, e ciò indusse la Rai a sostituire Siani dopo sole due puntate. Al suo posto vennero chiamati Max Giusti e Richard Benson[2] con Lucia Ocone; il programma venne quindi ribattezzato Stile Libero Max[3]. All'edizione parteciparono anche alcune ex protagoniste del programma Non è la Rai che inscenavano diversi balletti: Pamela Petrarolo, Ilaria Galassi, Francesca Pettinelli, Alessia Gioffi, Eleonora Cecere, Angela Di Cosimo, Monia Arizzi, Shaila Risolo e le gemelle Eleonora e Nicoletta Costanzo, nonché la valletta serba Nina Seničar.
- 2007 - Max Giusti (con la partecipazione di Lucia Ocone).

## Edizioni

### Prima edizione
| Puntata | Messa in onda    | Ospiti |
| ------- | ---------------- | --- |
| 1       | 27 gennaio 2000  | Michele Cucuzza, Stefania Orlando, Donatella Rettore. |
| 2       | 2 febbraio 2000  | Carlo Conti, Gigi Marzullo, Alexia. |
| 3       | 10 febbraio 2000 | Roberto Mancini, Giampiero Ingrassia, Alan Sorrenti, Aldo Biscardi, Massimo Caputi, Attilio Lombardo, Dario Marcolin. |
| 4       | 17 febbraio 2000 | Pino Ammendola, Luciano Rispoli, Andrea Roncato, Nino Buonocore, Maria Monsè, Luana Ravegnini, Nicola Pistoia. |
| 5       | 2 marzo 2000     | Franco Califano, Milly Carlucci, Éva Henger, Riccardo Schicchi, Rodolfo Laganà, Alessandra Canale, Marco Mazzocchi, Raffaella Bergé, Lady Violet. |
| 6       | 9 marzo 2000     | Federica Panicucci, Gianni Mazza, Vincenzo Mollica, Fabrizio Maffei, Riccardo Trombetta. |
| 7       | 16 marzo 2000    | Dirotta su Cuba, Simonetta Martone, Riccardo Schicchi, Vincenzo Montella, Lando Fiorini, Carlo Verdone, Enzo Salvi, Chiara Sani. |
| 8       | 23 marzo 2000    | Davide Mengacci, Enrico Brignano, Nadia Rinaldi, Adriana Volpe. |
| 9       | 30 marzo 2000    | Beppe Fiorello, Mal, Cesara Buonamici, Riccardo Rossi, Ambra Angiolini. |
| 10      | 6 aprile 2000    | Gabriele Cirilli, Giuseppe Pancaro, Carola Fiorini, Éva Henger. |
| 11      | 13 aprile 2000   | Lando Buzzanca, Emanuela Folliero, Gessica Massaro, Marco Delvecchio, Martina Colombari, Riccardo Schicchi, Elisabetta Pellini, Gegè Telesforo, Karin Proia.                                                                                                   |
| 12      | 27 aprile 2000   | – |
| 13      | 4 maggio 2000    | – |
| 14      | 12 maggio 2000   | Massimo Bagnato, Benedicta Boccoli, Fred Bongusto, Michael Chacon, Laura Freddi, Amedeo Goria, Éva Henger, Didi Leoni, Annalisa Mandolini, Maria Concetta Mattei, Tullio Solenghi, Alessia Merz, Marco Messeri, Riccardo Schicchi.                             |
| 15      | 19 maggio 2000   | Vincenzo Salemme, Alessandra Canale. |
| 16      | 26 maggio 2000   | Gianluigi Barbieri, Enrica Bonaccorti, Cesara Buonamici, Franco Bracardi, Gianfranco D'Angelo, Alessandro Di Carlo, Neri per Caso, Salvatore Marino, Sinisa Mihajlovic, Federica Panicucci, Patrizia Pellegrino, Petra, Pupo, Mino Reitano, Riccardo Schicchi. |